# Letestuella
Letestuella là một chi thực vật có hoa trong họ Podostemaceae.

## Loài
Chi Letestuella gồm các loài: